# Amanda Palmer
Pour les articles homonymes, voir AFP (homonymie) et Palmer.
Amanda MacKinnon Palmer /əˈmændə məˈkɪnən ˈpɑːmɚ/, née le 30 avril 1976, qui se surnomme parfois Amanda Fucking Palmer (AFP), est auteure-compositrice-interprète américaine.
D'abord artiste de rue, elle s'est fait connaître dans les années 2000 comme chanteuse-pianiste punk des Dresden Dolls qu'elle a formé avec Brian Viglione. Depuis elle enchaîne projets solos et diverses collaborations, dernièrement avec le Grand Theft Orchestra.
Son image est entachée depuis 2025 suite à des accusations de viols et de trafics d'être d'humains, ayant supposément aidé son mari d'alors Neil Gaiman à abuser de jeunes filles.

## Biographie
Amanda Palmer est née à New York mais elle a passé la majeure partie de son enfance à Lexington dans le Massachusetts. Après avoir été au lycée de Lexington, elle a étudié à l'université Wesleyenne où elle obtient son baccalauréat ès arts. Elle compose de la musique depuis ses 13 ans (1989).
Elle est une grande fan de The Cure, mais aussi et surtout du groupe anglo-hollandais The Legendary Pink Dots. Elle suivait ces derniers sur leur babillard électronique Cloud Zero depuis 1993 et s'est liée d'amitié avec les autres membres du babillard qui habitaient aux alentours de Boston. En 1995, elle héberge le groupe dans la maison de ses parents à Boston et Edward Ka-Spel écoute une de ses premières démos. Il lui dit alors « Tu sais, Amanda, j'écoute beaucoup de merde, des gens nous refilent tout le temps des cassettes. Et tu es vraiment vraiment très douée. Ton son est bon. J'espère que t'en feras vraiment quelque chose ». Deux ans plus tard, alors qu'elle étudiait à Cologne en Allemagne, elle embarque sur la tournée des Dots et s'occupe du stand du groupe pendant leurs concerts. Elle a ensuite mis en scène des performances inspirées du groupe.
Elle a mis sur pied le Shadowbox collective, toujours actif fin 2009 pour monter des pièces de théâtre (comme la pièce Hôtel blanc en 2002). Elle a fait aussi beaucoup de spectacle de rue, tout en posant comme modèle nue pour arrondir ses fins de mois. Son activité principale pendant plus de six ans a été femme statue, la 8 foot bride (la mariée de 8 pieds / 244 cm) d'abord au Harvard Square de Cambridge (Massachusetts) puis dans différentes villes de plusieurs pays. Son label musical personnel s'appelle 8 foot records, en forme de clin d'œil à cette époque révolue.

### The Dresden Dolls
De 2000 à 2008, Palmer mène avec le batteur Brian Viglione le groupe de « cabaret punk brechtien » The Dresden Dolls (en français, Les Poupées de Dresde) qui les fait connaître du grand public. Ils n'ont pas collaboré depuis 2007 mais ils sont partis de nouveau en tournée ensemble pour halloween 2010 pour fêter les dix ans des Dresden Dolls.

### En solo

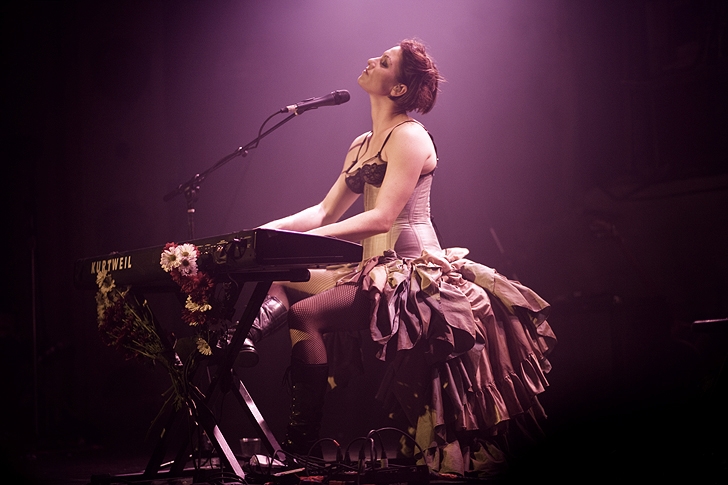
En concert en 2008 pendant sa tournée Who killed Amanda Palmer?

En marge de ses activités dans les Dresden Dolls avec son compère Brian Viglione, Amanda Palmer s'est lancée dans le projet multiformat Who Killed Amanda Palmer? (Qui a tué Amanda Palmer ?) qui est une référence directe à l'épisode pilote Qui a tué Laura Palmer ? de la série télévisée Twin Peaks de David Lynch.
Un album studio de 12 plages, qui marque sa collaboration avec Ben Folds, est d'abord paru le 15 septembre 2008. Comme le livret lui semblait trop limité pour mettre en scène sa propre mort, Palmer a sorti en juillet 2009 un livre illustré de nombreuses photos de son « cadavre » accompagnées de commentaires de Neil Gaiman. Un DVD sur la tournée éponyme est sorti le 29 juin 2009.
Elle et Jason Webley, qu'elle a rencontré quand ils étaient tous deux artistes de rue, collaborent régulièrement et ont lancé un projet ensemble, où ils se déguisent en Evelyn et Evelyn, deux sœurs jumelles et siamoises. Le 30 mars 2010 est sorti leur album Evelyn Evelyn. Ils avaient déjà produit un maxi en 2007 du nom d'Elephant Elephant. Evelyn Evelyn comporte douze plages dont une reprise de Love Will Tear Us Apart. Une tournée mondiale a suivi.
Depuis le 6 avril 2010, elle poursuit sa carrière, après longtemps bataillé avec Roadrunner Records, sa maison de disques, pour retrouver son indépendance. Elle a gratuitement mis en ligne une chanson pour fêter sa « libération ».
Le 20 juillet 2010, Palmer met en ligne à prix libre le maxi Amanda Palmer Performs the Popular Hits of Radiohead on Her Magical Ukulele où figure sept reprises de Radiohead joué avec son ukulélé. Les plages sont disponibles pour le téléchargement à un prix plancher de 84 centimes de dollar l'unité pour « payer les droits à Radiohead ». Elle a gagné par ce biais 15 000 dollars en trois minutes. Depuis qu'elle officie en solo, Amanda Palmer s'est énormément impliquée sur Internet, en mettant assidûment à jour son blog et tenant son public informé de sa vie quotidienne. Présente sur nombre de réseaux sociaux, forums et plates-formes musicales, elle se revendique comme une cyberartiste qui utilise ce biais pour s'affranchir de l'industrie musicale dans un contact rapproché avec ses fans.
En septembre-octobre 2010, elle a fait l'animation dans la comédie musicale Cabaret à l'American Repertory Theater, un théâtre à but non lucratif à Cambridge (Massachusetts). En décembre 2010, lors de sa tournée en Australie, elle écrit une chanson en « 7 minutes », « 45 minutes avant le concert » en Tasmanie, Map of Tasmania, qui illustre l'anecdote que la carte de Tasmanie est souvent comparée à la forme de la toison pubienne féminine. Elle y fait aussi référence à son militantisme contre la norme sociétale d'épilation féminine, qui « fait passer [les filles qui se rasent] pour des gamines de huit ans ». Map of Tasmania, disponible à prix libre, est le tube de son album, Amanda Palmer goes Down Under, sorti le 21 janvier 2011 qui est une forme d'hommage à l'Australie et la Nouvelle-Zélande.
En mai 2012, Amanda Fucking Palmer, par le biais du site Kickstarter, fait une levée de fonds record pour produire son album, Theatre is Evil. La revue New Musical Express en a fait un article titré « comment faire 500 000 $ en sept jours ». Au total, 24 883 donateurs ont viré 1 192 793 $. Theatre is Evil est sorti le 7 septembre 2012 en Australie & Nouvelle-Zélande, le 10 en Europe et le 11 en Amérique du Nord. L'album et la tournée subséquente sont réalisés par elle-même plus le groupe « Grand Theft Orchestra », composé de Jherek Bischoff (basse, chœur), Chad Raines (guitare, banjo, chœur, arrangements des cors, programmation), et Michael McQuilken (batterie, ukulele, chœur). Amanda Palmer et le Grand Theft Orchestra devraient passer 14 mois sur la route pour jouer Theatre is Evil en public d'après Neil Gaiman. Elle revient sur cette levée de fonds en février 2013 dans une conférence TED, où elle met en exergue l'importance de la relation avec son public et la confiance mutuelle . Elle encourage le partage de sa musique qui est placé sous Licence Creative Commons.
Le 15 juillet 2016, Amanda Palmer annonce sur son site la sortie d'un nouvel album collaboratif, You Got Me Singing. Cet album, qui comporte douze reprises réalisées avec son père Jack Palmer, a été financé par le biais du site Patreon.

### Vie privée

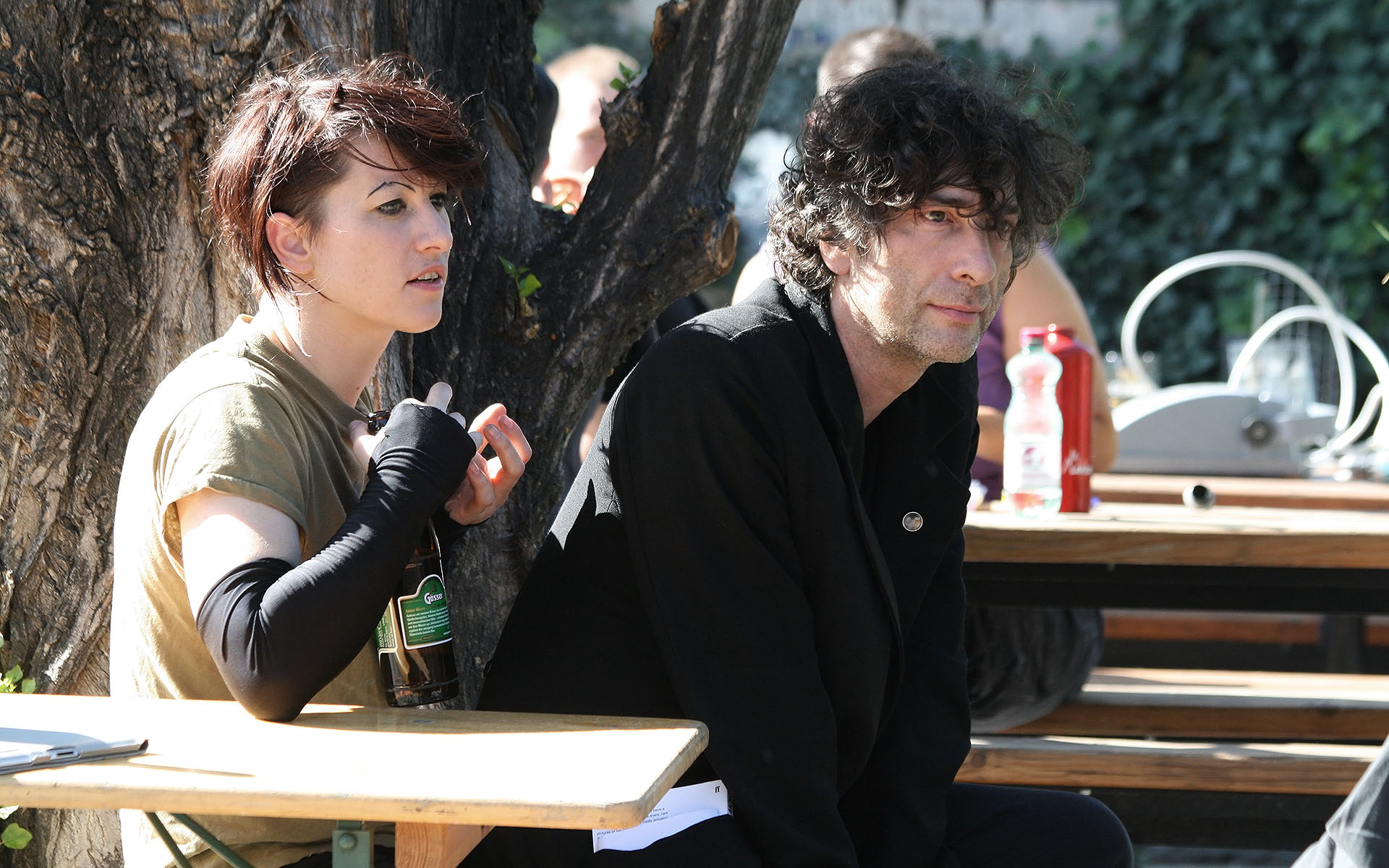
Amanda Palmer et Neil Gaiman en septembre 2011 dans une interview à Vienne pour l'ORF.

Amanda pratique le yoga et la méditation et a rédigé en mai 2008 un article intitulé Melody vs. Meditation pour la revue bouddhiste Shambala Sun, où elle explique la difficulté d'être auteur-compositeur et d'être dans le même temps capable de faire le vide dans son esprit.
Elle se dit bisexuelle. « Je suis bisexuelle, mais c'est pas le genre de truc qui occupe mes pensées. J'ai couché avec des filles, j'ai couché avec des mecs, alors j'imagine que c'est comme ça que ça s'appelle, je ne suis pas contre l'utilisation d'étiquettes pour nous simplifier la vie. » Au moment de la « polémique Oasis », elle a annoncé qu'elle avait eu recours à une IVG à 17 ans et qu'elle avait été violée par une connaissance à 20 ans.
Elle est pesco-végétarienne. Elle parle assez bien l'allemand et le français et a chanté dans ces deux langues à l'occasion de ses tournées dans des pays germanophones et francophones. Elle a entre autres repris Ne me quitte pas et Amsterdam de Jacques Brel. Une de ses phrases fétiches qu'on voit parfois dans ses clips est « La vie sans temps mort », une référence à l'internationale situationniste propagée ensuite pendant Mai 68.
Après la fin des Dresden Dolls, elle s'est rapprochée de l'écrivain Neil Gaiman. Le 1er janvier 2010, elle a déclaré sur sa page Twitter qu'« elle a pu dire à [Neil Gaiman] qu'elle voulait se marier mais [elle] a tout aussi bien pu être soûle ». Elle et Gaiman ont confirmé leurs fiançailles le 15 janvier 2010 sur leurs sites web respectifs,.
Le 16 novembre 2010, pour fêter les 50 ans de Neil Gaiman, Amanda Palmer a remis sa robe de mariée du temps où elle faisait la femme statue et a organisé un mariage surprise avec lui au parc devant la cathédrale Saint-Louis de La Nouvelle-Orléans avec Jason Webley pour présider au mariage. Le couple s'est donc officieusement marié, même s'ils ont aussi voulu faire un mariage officiel plus discret le 2 janvier 2011 à Oakland (Californie). Le nom d'Amanda est devenu Amanda MacKinnon Gaiman Palmer à cette occasion.
Le 16 septembre 2015, elle donne naissance à Anthony David Karl Gaiman. Karl étant le nom de son demi frère décédé à l’âge de 21 ans, Anthony le nom de son meilleur ami (Anthony Martignetti) décédé quelques mois plus tôt dans l'année et David le nom du père de Neil Gaiman décédé 6 ans plus tôt.
Gaiman et Palmer se sont séparés en plein confinement lié à la Pandémie de Covid-19 en Nouvelle-Zélande en mars 2020 et leur divorce est prononcé en novembre 2022.

## Polémiques

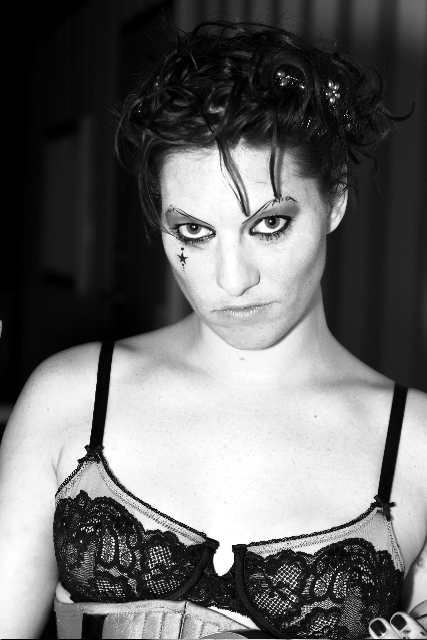
Amanda en 2008 à New York

### ReBellyon
Fin 2008, après la sortie de son clip vidéo de Leeds United, Palmer a défrayé la chronique en écrivant un billet sur son blog. Elle s'indignait que son label Roadrunner Records ait voulu supprimer certaines scènes du clip exposant son ventre sous le prétexte qu'ils la trouvaient « trop grosse ». En réaction, ses fans ont envoyé des photos de leurs abdomens au label, et ont ouvert un site web qu'ils ont appelé ReBellyon, jeu de mots sur belly, ventre, et rebellion, révolte. Plusieurs organes de presse, comme Pitchfork Magazine et The Guardian, ont relayé cette « révolte du ventre » dans leurs pages.

### Oasis
Sur un billet en date du 3 février 2009, Palmer fait part d'un courriel qu'elle a reçu de son label lui expliquant que « toutes » les chaînes de télévision britanniques ont refusé de diffuser le clip vidéo Oasis, parce qu'il « prend à la légère le viol, la religion et l'avortement ». Le morceau, qui figure en plage 10 de l'album Who Killed Amanda Palmer, est chanté sur un ton enjoué par la chanteuse et l'ambiance du clip est délibérément festive. Les paroles semi-autobiographiques, de Palmer racontent le viol d'une adolescente pendant une soirée bien arrosée et sa décision d'avorter quand elle apprend sa grossesse malgré les protestations de « chrétiens fondamentalistes » qui manifestent devant la clinique, tout en assurant qu'elle « a connu des jours meilleurs, mais que tout ça lui est égal » parce que son groupe de musique favori, Oasis, a répondu à la lettre qu'elle leur avait envoyé avec une photo dédicacée, et que sa meilleure amie en est jalouse. Palmer a réagi à cette censure par une longue réponse sur son blog « sur l'IVG, le viol, l'art et l'humour »  où elle évoque en comparaison le film La vie est belle à propos de l'utilisation de l'humour pour parler de situations dramatiques ; elle ajoute entre autres : « Je me suis dit qu'ils m'autoriseraient peut-être à le jouer si je ralentissais le rythme et si je le jouais sur un ton mineur. Quand on y pense ! S'ils entendaient les mêmes paroles avec des notes de piano tristes et cadencées en fond sonore, avec quelques grattages de corde larmoyants en prime, est-ce qu'ils trouveraient à y redire ? »

### Accusations de viols et de trafic d'être humain
En 2024 et 2025, concomitamment avec Neil Gaiman avec qui fut-elle mariée, elle est accusée par Scarlett Pavlovich d'avoir séduit et recruté la jeune femme alors SDF en 2020 en tant que femme de ménage et baby-sitter pour ensuite la présenter à son mari qui l'aurait alors violée à plusieurs reprises. Les faits se seraient déroulés en 2022 dans l'une des résidences de Gaiman. Quelques mois plus tard, Scarlett Pavlovich accepte de signer une clause de confidentialité pour arrêter les poursuites, contre une compensation financière de 9 200 dollars. En janvier 2023, elle tente de porter plainte contre Neil Gaiman pour agression sexuelle, mais l’affaire est classée sans suite. Elle témoigne finalement en 2024 sous le prénom de Scarlett puis en 2025 en citant son patronyme entier. Neil Gaiman nie toute accusation, tout comme Amanda Palmer. En mars 2025, Palmer a vu une salle de concert de Brooklyn annuler son spectacle en raison de ces allégations. En mai 2025, lors d'un concert à Somerville, dans le Massachusetts, Palmer apparaît vêtue d'une robe noire et d'un tablier de femme de chambre, et elle interprète ainsi de nouvelles chansons qu'elle a intitulées Songs from the Cancel Kitchen (litt. « Chansons de la cuisine de l'annulation »). Durant la foire aux questions qui suit, quand on lui demande si elle a été censurée ou « doucement annulée », elle déclare qu'elle se sentait « submergée » en voyant « le tribunal de l'opinion publique la mettre en pièces ».

## Discographie
Pour la discographie des Dresden Dolls, voir ici.

### Démos
- Songs from 1989–1995... (1996)
- Summer 1998 Five Song Demo (1997)

### Maxi
- Amanda Palmer Performs the Popular Hits of Radiohead on Her Magical Ukulele  (15 juillet 2010)

### Monoplages
- Do You Swear To Tell The Truth The Whole Truth And Nothing But The Truth So Help Your Black Ass (6 avril 2010)
- Idioteque  (10 juin 2010)
- Map of Tasmania (décembre 2010)

### DVD
- Who Killed Amanda Palmer: A Collection of Music Videos (2009)

### Collaborations
- The Flaming Lips and Amanda Palmer - The First Time Ever I Saw Your Face (2012)
- I Hate the Little Prince (avec Lance Horne sur First Things Last) (2011)
- János vs Wonderland (avec Tristan Allen sur le maxi Tristan Allen) (2010)
- Evelyn Evelyn (avec Jason Webley dans le groupe Evelyn Evelyn) (2010)
- Living in Misery (avec Kill Hannah sur Wake Up the Sleepers) (2009)
- Murder By Death/Amanda Palmer Split 7  (2009)
- Black Versus White (avec Apoptygma Berzerk sur Rocket Science) (2009)
- Everybody Hurts (avec Cormac Bride sur Stereogum Drive XV) (2007)
- Elephant Elephant (avec Jason Webley dans le groupe Evelyn Evelyn) (2007)
- Stuck With You (avec Voltaire sur Ooky Spooky) (2007)
- The Lovers (avec Meredith Yayanos on Brainwaves) (2006)
- Life, Eight Days of Hell et Witch's Web (avec …And You Will Know Us by the Trail of Dead sur So Divided) (2006)
- Warsaw Is Khelm (avec Golem sur Fresh Off Boat) (2006)
- Circus Freak Love Triangle (avec Hierosonic sur Pornos and Razorblades) (2005)
- Trudy (avec Ad Frank and the Fast Easy Women sur In Girl Trouble) (2003)

## Titres réutilisés
- 2015 : jeu vidéo Life is Strange : In My Mind dans l'épisode 4 : Dark Room